# Chen Yun
Chén Yún (chinesisch 陳雲 / 陈云, ursprünglich Liao Chenyun 廖陳雲 / 廖陈云, * 13. Juni 1905 in Qingpu bei Shanghai, Chinesisches Kaiserreich; † 4. Oktober 1995 in Peking) war ein bedeutender Wirtschaftspolitiker der Volksrepublik China und übte vor allem in den 1950er Jahren und Ende der 1970er Jahre einen starken Einfluss aus. Chen Yun gehörte zur „Ersten Chinesischen Führungsgeneration“ während der Reformära ab 1978. Gerade während der 1980er Jahre spielte Chen Yun eine große Rolle im Machtkampf um die Ausrichtung der Reformpolitik.

## Leben
Chen Yun wurde 1905 in der Gemeinde Zhangliantang, Bezirk Qingpu, Shanghai Stadt geboren.
Chen Yun arbeitete zunächst als Schriftsetzer. Im Alter von 16 Jahren wurde er Gewerkschaftsfunktionär, 1925 trat er in die Kommunistische Partei Chinas (KPCh) ein. Er gehörte fortan zu den führenden Organisatoren der Arbeiterbewegung in Shanghai.
1931 trat Chen Yun in dem von der Guomindang-Herrschaft befreiten Sowjet Jiangxi in Erscheinung. 1934 wurde er in das Zentralkomitee der KPCh  gewählt, dem er bis 1987 angehörte. 1937 ging er nach einem Aufenthalt in Moskau nach Yan’an, wo die chinesischen Kommunisten nach dem Langen Marsch ihr Zentrum errichtet hatten. Hier begann er sich in Wirtschaftsfragen zu betätigen. 1940 wurde er Vorsitzender des Wirtschaftsrates von Shaanxi-Gansu-Ningxia. Auf dem VII. Parteitag der KPCh im Juni 1945 stieg er ins Politbüro auf. Nach dem Sieg über die japanische Armee wurde Chen Yun in die Mandschurei entsandt, wo er die Finanz- und Wirtschaftsverwaltung leitete. Dort wurde der materielle Grundstock für den endgültigen Sieg der Volksbefreiungsarmee über die Guomindang-Truppen gelegt.
Nach der Gründung der Volksrepublik China am 1. Oktober 1949 übernahm Chen Yun die Leitung des Finanz- und Wirtschaftsrates der Regierung und wurde stellvertretender Ministerpräsident. 1956 wählten ihn die Delegierten des VIII. Parteitages in das höchste Führungsgremium der Partei, den Ständigen Ausschuss des Politbüros. Als die Führung um Mao Zedong 1958 den Großen Sprung nach vorn als Versuch einer Kombination von landwirtschaftlicher Kollektivierung mit Industrialisierung in Gang setzte, gehörte Chen Yun zu den wenigen Spitzenfunktionären, die Bedenken gegen diesen gigantomanischen Kraftakt äußerten, der dann tatsächlich in eine Katastrophe mündete. 1961 leitete Chen die Reorganisation der chinesischen Wirtschaft.
In der 1966 begonnenen Kulturrevolution wurde Chen Yun als Rechter kritisiert. 1969 verlor er seinen Sitz im Politbüro, blieb aber Mitglied des Zentralkomitees. Erst nach dem Tode Mao Zedongs 1976 erlangte Chen, obwohl schon über 70 Jahre alt, wieder Einfluss. 1978 wurde er erneut Mitglied des Politbüros und des Ständigen Ausschusses. Der reformorientierte Parteiflügel um Deng Xiaoping stützte sich auf Chens Kompetenz in Wirtschaftsfragen. Chen Yun war damals der eigentliche Architekt des Reformprogramms von Deng.
Ab etwa 1982 kam es allerdings zu Konflikten zwischen Deng Xiaoping und Chen Yun. Ende der 1970er Jahre hatte der Zusammenhalt von Dengs Parteifraktion in erster Linie auf dem Gegensatz zu dem an einem spätmaoistischen Politikstil und kulturrevolutionärer Rhetorik festhaltenden Flügel um den damaligen Parteivorsitzenden Hua Guofeng beruht. Nach dessen 1981 erfolgter Entmachtung traten innerhalb des Deng-Lagers Meinungsverschiedenheiten über die Art und den Umfang der angestrebten Reformen hervor. Zu dieser Zeit galt Chen Yun als einflussreichster Sprecher der Konservativen, die die Reformen begrenzen wollten. Tatsächlich warnte er mit seiner Vogelkäfig-Theorie vor unkontrollierbaren Entwicklungen: Wenn man, so argumentierte Chen Yun, sich an einem Vogel erfreuen wolle, müsse man ihn im Käfig halten, damit er nicht wegfliegt – ebenso müsse man, um die Vorteile einer Marktwirtschaft zu nutzen, diese strikt unter staatlicher Kontrolle halten.
Während Deng die Entwicklung der Wirtschaft als alleiniges Kriterium der Politik ansah, betonte Chen die Notwendigkeit ihrer Verbindung mit der Entwicklung der „sozialistischen geistigen Zivilisation“. Dabei wandte er sich gegen Verwestlichung und geistige Verschmutzung. Dennoch zeigte er sich in manchen Situationen gegenüber demokratischen Forderungen weitaus verständnisvoller und dialogbereiter als Deng selbst. Einige Fakten sprechen gegen die verbreitete klischeehafte Darstellung Chens als Hardliner: 1979 sprach er sich gegen die Inhaftierung des Dissidenten Wei Jingsheng aus, und 1989 stellte er den militärischen Einsatz beim Tian’anmen-Massaker in Peking in Frage.
1987 zog Chen Yun sich aus der aktiven Politik zurück. Bis zu seinem Tode galt er weiterhin als Respektsperson von hoher Autorität.
Im Juni 2005 würdigte das Zentralkomitee der KPCh die Leistungen Chen Yuns anlässlich seines 100. Geburtstags.

## Veröffentlichungen
- Rede auf dem XII. Parteitag der Kommunistischen Partei Chinas. (in: Der XII. Parteitag der Kommunistischen Partei Chinas. Dokumente. Verlag für fremdsprachige Literatur, Beijing 1982.)